# RS-355
Pour les articles homonymes, voir Route 355.
La RS-355 est une route locale du Nord-Est de l'État du Rio Grande do Sul qui relie l'embranchement avec la BR-470, sur le territoire de la municipalité de Vila Flores, à la jonction avec la RS-441, sur la commune de Vista Alegre do Prata. Elle dessert Vila Flores, Fagundes Varela et Vista Alegre do Prata, et est longue de 25,800 km. Son état est inégal.